# Guardia imperiale (Primo Impero)
La Guardia imperiale (Garde impériale) fu l'unità militare di élite creata da Napoleone Bonaparte il 18 maggio 1804 a partire dalla vecchia Guardia consolare (Garde des consuls) dell'epoca post-rivoluzionaria. Guardia d'onore e vera e propria unità combattente, fu rivolta interamente alla protezione della persona di Napoleone.
Nel 1814 fu suddivisa in "Giovane", "Media" e "Vecchia Guardia", ognuna costituita da uno stato maggiore, corpi di cavalleria, artiglieria e fanteria, fra cui i celebri granatieri, nonché da unità di zappatori e fanti di marina. I suoi membri godevano di privilegi rispetto agli altri soldati dell'esercito.

## Composizione
| Anno | Effettivi                                     |
| ---- | --------------------------------------------- |
| 1800 | 3.000                                         |
| 1804 | 9.798                                         |
| 1805 | 12.187                                        |
| 1810 | 32.150                                        |
| 1812 | 48.500                                        |
| 1813 | 92.472 (in maggioranza della Giovane Guardia) |
| 1814 | 112.482                                       |
| 1815 | 25.870                                        |

La Guardia era composta da tre livelli: la "Vecchia Guardia" comprendeva alcuni dei migliori soldati d'Europa, veterani al servizio di Napoleone sin dalle prime campagne; la "Media Guardia" era composta da veterani delle campagne più recenti (1805-1809); la "Giovane Guardia" era frutto del reclutamento annuale di coscritti, e non fu mai considerata al livello delle precedenti, sebbene sempre superiore ai normali reggimenti di linea.
La Media Guardia era più esposta ai combattimenti della Vecchia, tenuta spesso in riserva, mentre la Giovane Guardia veniva impiegata senza particolari cautele e pressoché sistematicamente: dovendo formare la futura Vecchia Guardia era chiamata a forgiare combattenti esperti. A Waterloo la Media Guardia non esisteva più per cui fu integrata ufficialmente nella Vecchia Guardia.
La Guardia ebbe fra i propri ranghi anche reggimenti eterogenei fra loro, come i mamelucchi, esploratori tatari, guardie olandesi dalle uniformi bianche, ed una Piccola Guardia di ragazzi al servizio del re di Roma, figlio dell'Imperatore e futuro Napoleone II di Francia.
La Guardia aveva infine un proprio servizio amministrativo e un servizio di sanità comandato dal celebre chirurgo Dominique Larrey.
Nel 1804 la Guardia contava meno di diecimila uomini, dieci anni dopo aveva superato i centomila; possedeva una propria artiglieria, cavalleria e fanteria, esattamente come un normale corpo d'armata.

### Stato Maggiore

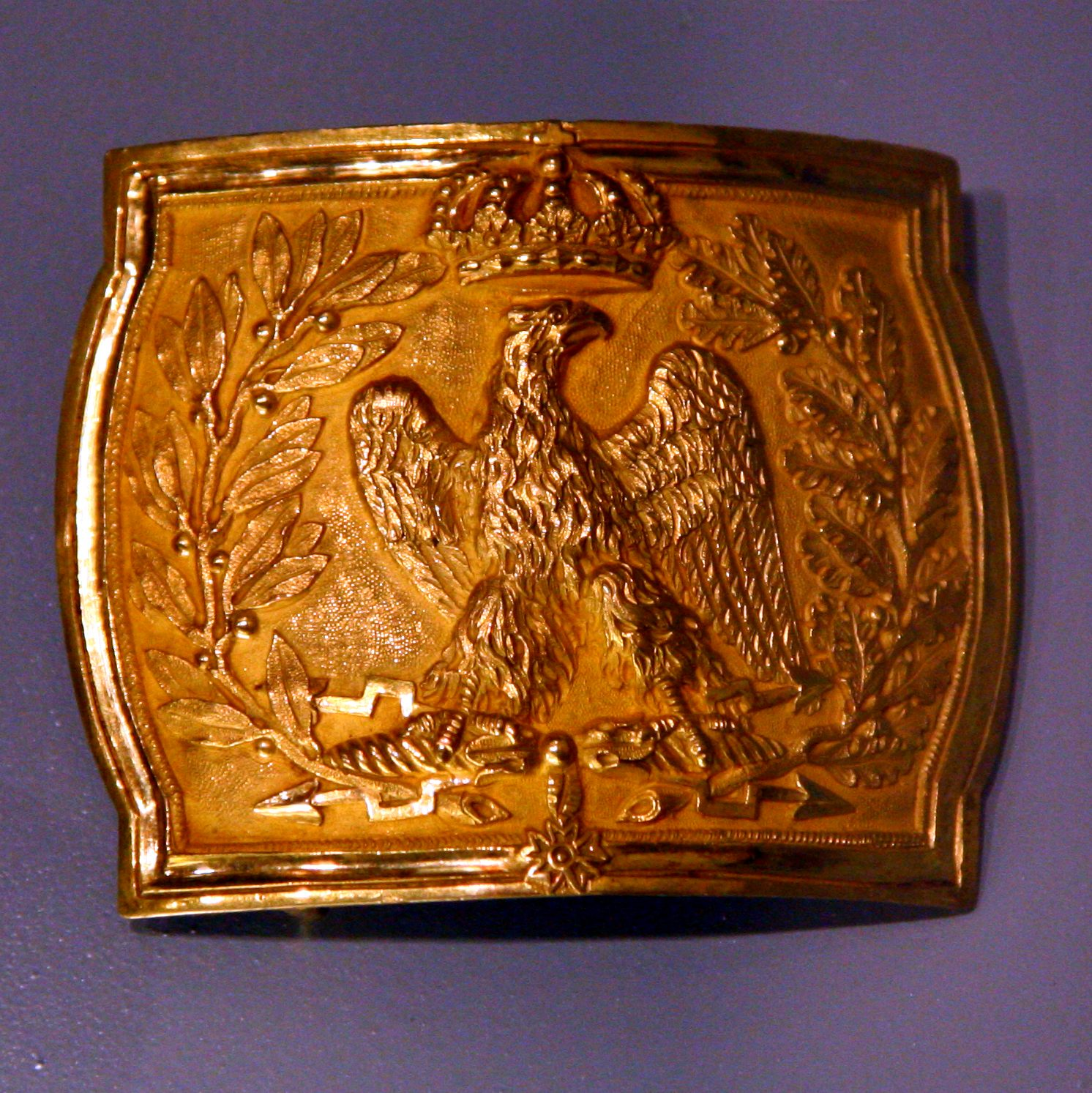
Fibbia da cintura di un ufficiale della Guardia

Nato poco dopo la creazione della Guardia stessa, il corpo di Stato Maggiore nel 1806 comprendeva i quattro colonnelli-generali delle quattro divisioni, tutti marescialli dell'Impero, con un ispettore delle riviste, un commissario di guerra, 24 aiutanti di campo ed altri ufficiali specialisti, coi loro sottufficiali e attendenti.

### Fanteria
La Fanteria della Guardia Imperiale era suddivisa in tre corpi: un corpo di fanteria della Vecchia guardia (1805-1815), erede della Guardia consolare in cui militavano i soldati con più esperienza, un corpo della Media Guardia (1806-1815) e uno della Giovane Guardia (1809-1815). Al centro dello schieramento erano posizionati i Fucilieri che combattevano a ranghi molto serrati, sfruttando la potenza di fuoco, ai loro lati si posizionavano, sulla sinistra i Volteggiatori, mentre sulla destra i Granatieri, o più raramente i Carabinieri. L'armamento era solitamente costituito dal moschetto Charleville del 1777 con baionetta e sciabola. I reggimenti della Vecchia guardia servivano nella 3ª Divisione, gli altri nella 1ª e 2ª Divisione.

#### Vecchia Guardia

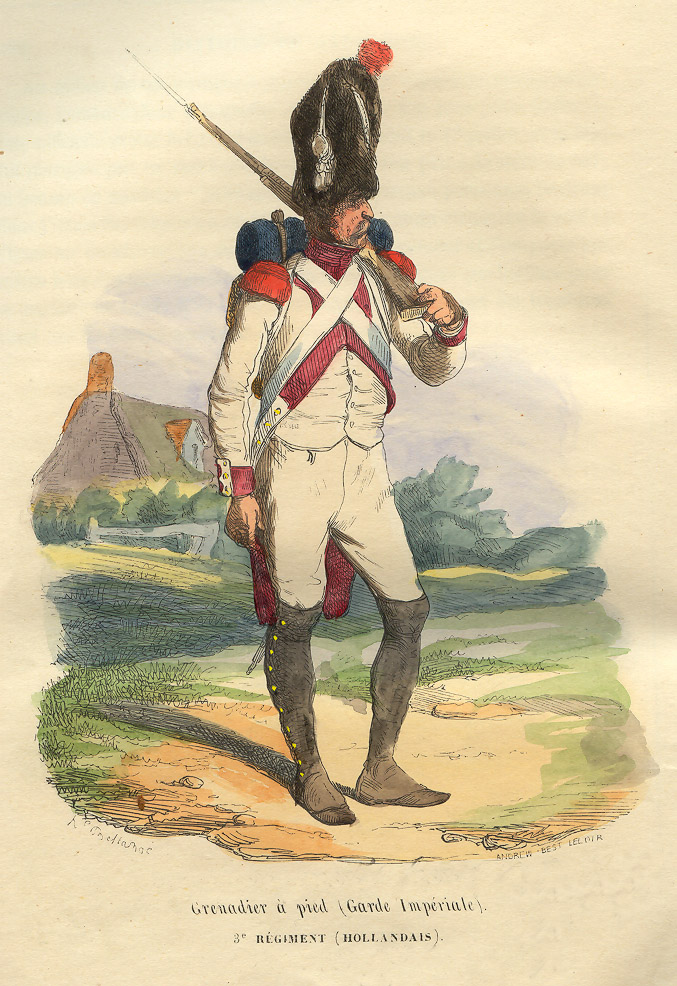
Granatiere del 3e Regiment de Grenadiers-à-Pied de la Garde Imperiale

La Vecchia guardia (Vieille Garde) era composta dai più anziani veterani che avevano combattuto da tre a cinque campagne nelle truppe napoleoniche, divisi inizialmente in due reggimenti (1º Reggimento granatieri a piedi e 1º Reggimento Cacciatori a piedi); essa rappresentava l'élite della Grande Armée.
I "Granatieri a piedi della Guardia imperiale" (Régiment de grenadiers à pied de la Garde impériale) erano i più anziani reggimenti della Grande Armée. Durante la campagna di Polonia del 1807, i granatieri si guadagnarono il soprannome di les grognards ("i brontoloni") dallo stesso Napoleone. Essi erano i fanti più coraggiosi e con più esperienza della Guardia, alcuni veterani avevano servito in oltre 20 campagne. Per diventare un granatiere, una recluta doveva aver servito nell'esercito per almeno 10 anni, aver ricevuto una citazione per il coraggio, essere istruita ed essere alta almeno 178 cm. I Granatieri a piedi non si vedevano spesso combattere come le truppe di fanteria della Giovane e Media guardia, ma quando erano impiegati suscitavano ammirazione. Nel 1815, i Granatieri della Vecchia guardia furono ampliati fino a raggiungere i quattro reggimenti. Il 1º Reggimento fu scisso creando anche il 2º Reggimento. Questo, insieme ad altri reggimenti, 3º e 4º di nuova costituzione, fu immediatamente classificato come appartenente alla Vecchia guardia, nonostante essi non fossero in alcuna maniera eguali al valore del 1º Reggimento Granatieri. Per questo motivo, talvolta, ci si riferisce a loro come Media Guardia. Furono questi reggimenti ad essere sconfitti dai granatieri britannici nella battaglia di Waterloo. Il 1º Reggimento Granatieri fu ingaggiato in combattimento dai prussiani a Plancenoit. I Granatieri a piedi indossavano un abito lungo blu scuro con risvolti rossi, spalline e risvolti bianchi. I granatieri si distinguevano maggiormente per gli alti berrettoni di pelliccia d'orso decorati con uno stemma dorato, un pennacchio rosso e cordini bianchi.
1º e 2º Reggimento granatieri a piedi
Creati con i granatieri della Guardia consolare dell'originario 1er Regiment de Grenadiers-à-Pied de la Garde Imperiale erano i più antichi e venerati reggimenti dell'esercito francese; facevano parte della Vecchia guardia. In particolare il nuovo 1er Regiment de Grenadiers-à-Pied de la Garde Imperiale ereditava dal vecchio le insegne e le tradizioni.
3º Reggimento granatieri a piedi
Il reggimento fu creato da un'armata olandese disciolta nel 1810 come 3e Regiment de Grenadiers-à-Pied de la Garde Imperiale
4º Reggimento granatieri a piedi
Un quarto reggimento (4e Regiment de Grenadiers-à-Pied de la Garde Imperiale) fu reclutato nel 1815.
.

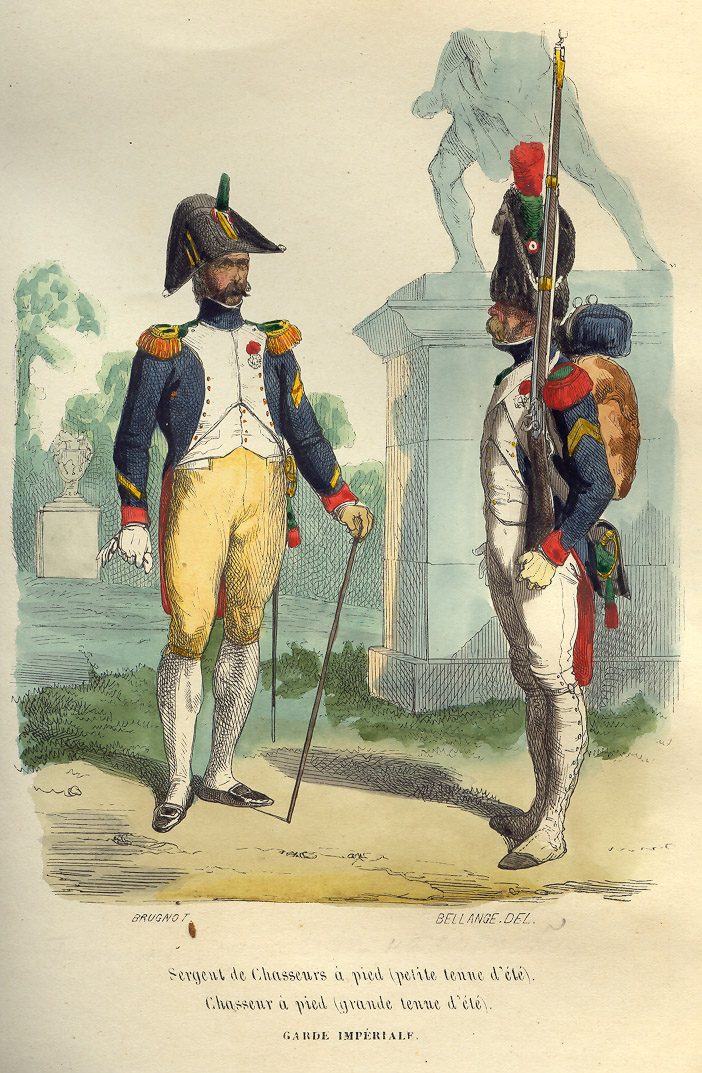
Cacciatori della Vecchia guardia, circa 1811

I "Cacciatori a piedi della Guardia imperiale" erano il secondo reggimento per anzianità nella Grande Armée. Il 1º Reggimento Cacciatori era la formazione sorella del 1º Reggimento Granatieri a piedi. Essi rispettavano gli stessi criteri di accesso, furono comunque accettate anche reclute che erano alte almeno 172 cm. I Cacciatori eseguirono i propri compiti in combattimento bene come i Granatieri, compiendo valorose azioni in diverse cruciali battaglie. Al seguito di Napoleone dopo il suo ritorno nel 1815, i Cacciatori furono ampliati fino a raggiungere i quattro reggimenti. Il 1º Reggimento fu scisso creando anche il 2º Reggimento. Questo, insieme ad altri reggimenti, 3º e 4º di nuova costituzione fu immediatamente classificato come appartenente alla Vecchia guardia, anche se formati con reclute che avevano solo quattro anni di esperienza.
Questi reggimenti, insieme con i Reggimenti Granatieri a Piedi delle Media Guardia, costituirono le truppe d'assalto durante la fase finale della Battaglia di Waterloo. Così come il 1º Reggimento Granatieri a Piedi, il 1º Reggimento Cacciatori a piedi fu impegnato in battaglia a Plancenoit. I Cacciatori a Piedi indossavano un abito lungo blu scuro con risvolti rossi, spalline rosse orlate di verde e risvolti bianchi. In battaglia, i Cacciatori spesso indossavano pantaloni blu scuro. Così come i Granatieri, i Cacciatori si distinguevano maggiormente per gli alti colbacchi, decorati con un pennacchio rosso e verde e cordini bianchi.
1º e 2º Reggimento Cacciatori a piedi
Creati con i Chasseurs-à-Pied della Guardia consolare dell'originario 1er Regiment de Chasseurs-à-Pied de la Garde Imperiale erano i più antichi e venerati reggimenti dell'esercito francese. Facevano anch'essi parte della Vecchia guardia. In particolare il nuovo 1er Regiment de Chasseurs-à-Pied de la Garde Imperiale ereditava dal vecchio le insegne e le tradizioni.
3º e 4º Reggimento Cacciatori a piedi
Ebbero una breve esistenza durante la campagna dei Cento Giorni.

#### Media Guardia
La Media Guardia (Moyenne Garde) fu costituita con veterani di 2 o 3 campagne.
Fucilieri-Granatieri della Guardia Imperiale
Costituiti nel 1807, i Fucilieri-Granatieri erano un Reggimento della Fanteria della Media Guardia. I Fucilieri-Granatieri erano organizzati allo stesso modo dei Fucilieri-Cacciatori, essendo una formazione leggermente più ampia. I Fucilieri-Granatieri operarono spesso con la formazione sorella dei Fucilieri-Cacciatori, come parte della Brigata Fucilieri della Guardia. I Fucilieri-Granatieri furono impiegati in costanti azioni, dimostrando il proprio valore volta dopo volta, finché furono sciolti nel 1814 in seguito all'abdicazione di Napoleone. I Fucilieri-Granatieri non furono ricostituiti nel 1815 dopo la Battaglia di Waterloo. I Fucilieri-Granatieri indossavano un abito lungo blu scuro con spalline rosse, colletti rossi con risvolti bianchi. Sotto indossavano corpetto bianco e pantaloni bianchi. I Fucilieri-Granatieri indossavano uno sciaccò bianco con cordoni e un alto pennacchio rosso. I Fucilieri-Granatieri erano armati con un Moschetto Charleville del 1777, baionetta e spada corta. Creato come Fusiliers de la Garde nel 1806, il reggimento divenne Regiment de Fusilier-Grenadiers de la Garde Imperiale nel 1807. Un secondo reggimento fu reclutato e divenne il 2° Fusiliers-Grenadiers. Altri due reggimenti furono reclutati nel 1806 ma vennero sciolti nel 1814.
Fucilieri-Cacciatori della Guardia Imperiale
Nel 1806, i Fucilieri-cacciatori (Régiment de Fusiliers-chasseurs de la Garde impériale) erano costituiti come un Reggimento della Media Guardia di Fanteria. Probabilmente la miglior Fanteria dell'intera Guardia, i Fucilieri-cacciatori operarono spesso con la formazione sorella dei Fucilieri-Granatieri, come parte della Brigata Fucilieri della Guardia. I Fucilieri-Cacciatori furono impiegati in costanti azioni, dimostrando il proprio valore volta dopo volta, finché furono sciolti nel 1814 in seguito all'abdicazione di Napoleone. I Fucilieri-Cacciatori non furono ricostituiti nel 1815 dopo la Battaglia di Waterloo. I Fucilieri-Cacciatori indossavano un abito lungo blu scuro con spalline verdi orlate di rosso, colletti rossi con risvolti bianchi. Sotto indossavano corpetto bianco e pantaloni che potevano essere sia blu che marroni. I Fucilieri-Cacciatori indossavano uno sciaccò bianco con cordoni e un alto pennacchio rosso e verde. I Fucilieri-Cacciatori erano armati con un Moschetto Charleville del 1777, baionetta e spada corta. Il 1º Reggimento fucilieri-cacciatori (Regiment de Fusilier-Chasseurs de la Garde Imperiale) fu creato nel 1807 nell'ambito della riorganizzazione dei Fusiliers de la Garde, dai primi battaglioni di granatieri e cacciatori dei veliti.
Marinai della Guardia Imperiale
I Marinai della Guardia Imperiale (Marins de la Garde) furono costituiti nel 1803, con l'iniziale compito di equipaggiare il vascello che doveva trasportare l'Imperatore durante la prospettata invasione dell'Inghilterra. Il battaglione fu formato con cinque equipaggi (compagnie, ma solo di nome). Dopo la cancellazione dell'invasione, i Marinai continuarono a fare parte della Guardia Imperiale, fornendo d'equipaggio alle navi o battelli su cui Napoleone si trovò a viaggiare. Inoltre Napoleone stesso affermò che i marinai potevano essere considerati come le truppe più versatili dell'esercito francese, in quanto potevano essere usati come marinai, come fanteria di linea e persino come addetti all'artiglieria. I Marinai della Guardia Imperiale indossavano giacchette blu mare sullo stile degli Ussari chiamata anche "Dolman" (un tipo di indumento di origine turca) e pantaloni decorati con cordoni dorati. Indossavano un sciaccò adornato in Oro con un alto pennacchio rosso. I Marinai erano armati, come la fanteria, con un Moschetto Charleville del 1777 e baionetta, e molti di essi erano inoltre equipaggiati con pistole che risultavano meno d'impaccio durante il loro servizio.

#### Giovane Guardia
La Giovane Guardia (Jeune Garde) fu inizialmente costituita con veterani con almeno una campagna, insieme con giovani entusiasti ufficiali e le migliori reclute dell'anno tratte dai coscritti. Più tardi i suoi ranghi furono reintegrati quasi interamente da coscritti selezionati e volontari. Erano conosciuti più per il loro entusiasmo che per le capacità belliche.
- Tiragliatori-granatieri

Il primo reggimento della Giovane Guardia, i Tiragliatori-granatieri (1er Regiment de Tirailleurs de la Garde Imperiale) fu reclutato nel 1809 da coscritti che soddisfacessero il requisito di saper leggere e scrivere. Un secondo reggimento venne formato nello stesso anno. Nel 1810 furono entrambi rinominati in 1e & 2e Regiments de Tirailleurs de la Garde Imperiale.
- Tiragliatori-cacciatori

Due reggimenti di Tiragliatori-cacciatori furono formati contemporaneamente ai precedenti, e anch'essi inclusi nella Giovane Guardia. Per la campagna di Russia del 1812 furono creati altri quattro reggimenti. I due originari divennero 5e & 6e Regiments de Tirailleurs de la Garde Imperiale nel 1811. Nel 1813-1814 il numero dei reggimenti di tirailleur fu portato a sedici, sebbene raramente eguagliassero in qualità i reggimenti della Giovane Guardia del 1811.
- Volteggiatori della Guardia

Creati dai tirailleur-cacciatori nel 1810, i reggimenti di volteggiatori (Voltigeurs de la Garde Imperiale) divennero il corpo più numeroso della Guardia, assorbendo anche i reggimenti di cacciatori formati da coscritti, contando sino a sedici reggimenti nel 1814. Il 14e Regiment de Voltigeurs de la Garde Imperiale fu creato coi volontari spagnoli che seguirono l'esercito francese in ritirata e coi membri del Regiment de Voltigeurs de la Garde Royale Espagnol.
- Granatieri coscritti

Creati nel 1809, i due reggimenti di granatieri coscritti (Regiment de Conscrit-Grenadiers), sebbene concepiti per costituire una riserva alla Giovane Guardia, non vi vennero inclusi, ricevendo il trattamento della fanteria di linea. I due reggimenti divennero 3e & 4e Regiment de Tirailleurs de la Garde Imperiale nel 1810.
- Cacciatori coscritti

Creato nel 1809 allo scopo di servire da riserva per la Giovane Guardia, il reggimento di cacciatori coscritti non vi venne tuttavia incluso, e riceveva il normale trattamento della fanteria di linea.
- Reggimento della Guardia Nazionale

Il reggimento fu creato da compagnie della Guardia nazionale dei dipartimenti francesi settentrionali; entrò tuttavia nell'organigramma della fanteria di linea e nel 1813 fu rinominato 7º Reggimento volteggiatori.
- Granatieri e cacciatori fiancheggiatori

In preparazione dell'invasione della Russia, Napoleone ordinò l'istituzione di nuove unità della Guardia fra cui il Regiment de Flanqueurs-Grenadiers de la Garde Imperiale ed il Regiment de Flanqueurs-Chasseurs de la Garde Imperiale.

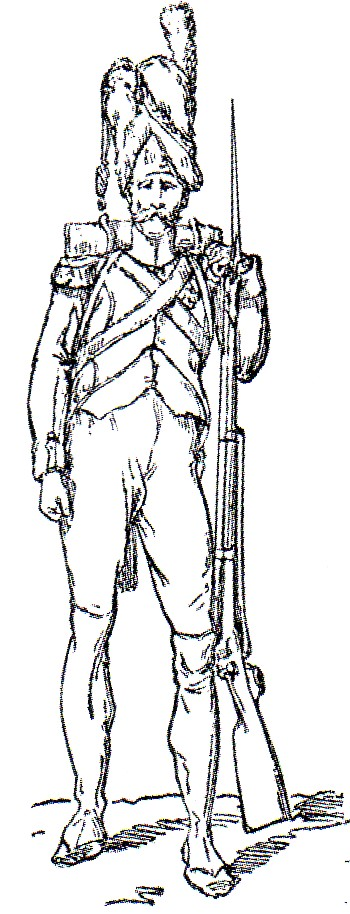
Granatiere a Piedi della Guardia
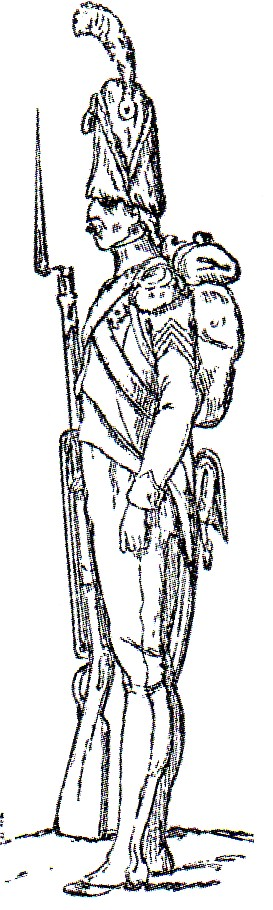
Cacciatore a Piedi della Guardia
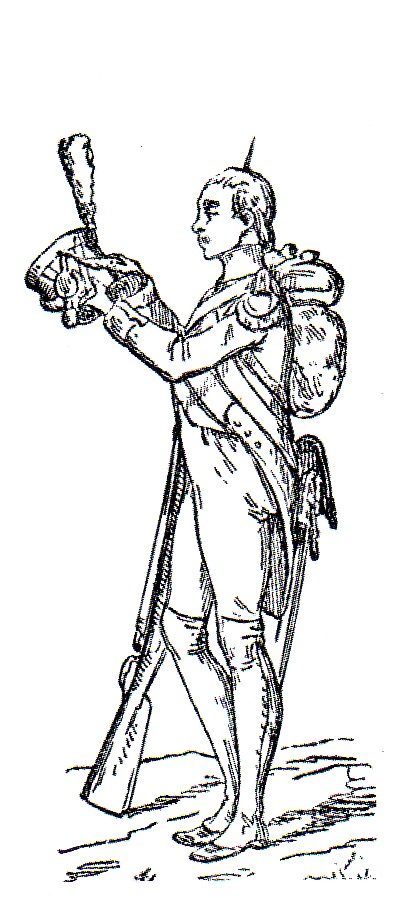
Fuciliere-Granatiere Guardia
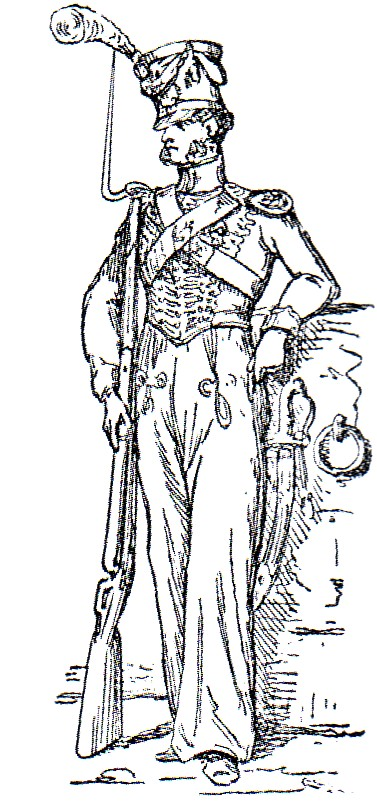
Marinaio della Guardia
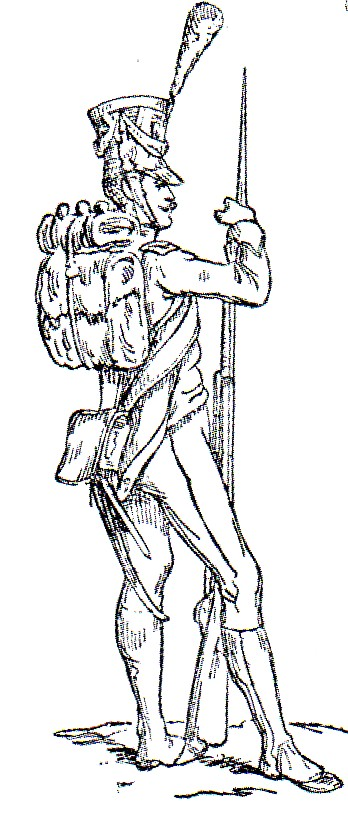
Tiragliatore-Granatiere della Guardia
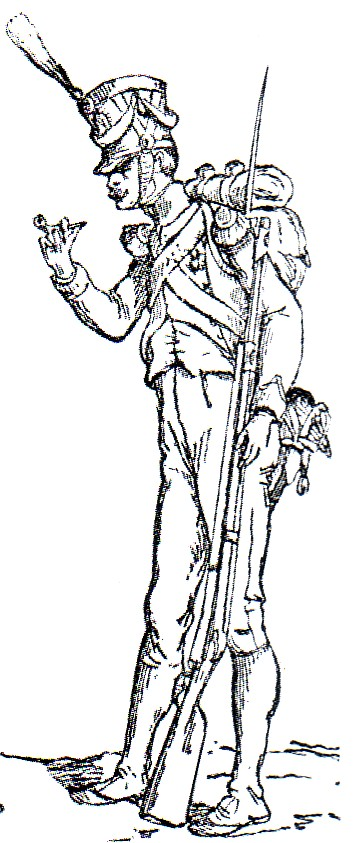
Tiragliatore-Cacciatore della Guardia Imperiale (Volteggiatore)
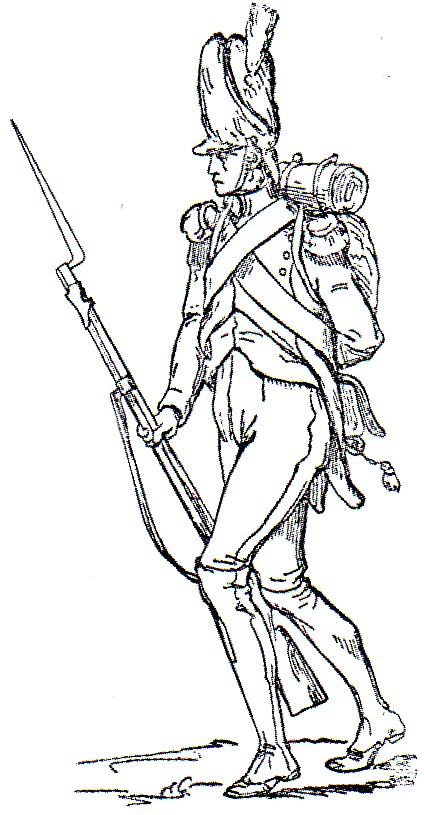
Artigliere della Guardia
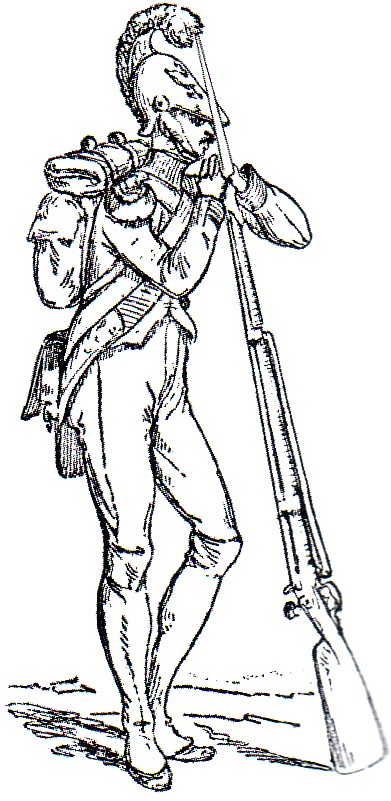
Zappatore-minatore della Guardia

### Cavalleria
Nel 1804, la Cavalleria della Guardia consisteva di due reggimenti, i Cacciatori a Cavallo e i Granatieri a cavallo, oltre ad una piccola unità di élite di Gendarmi e uno squadrone di Mammelucchi. Un terzo reggimento fu aggiunto nel 1806, il Regiment de Dragons de la Garde Impériale (più tardi conosciuto come Dragoni dell'Imperatrice). In seguito alla Campagna in Polonia del 1807, fu aggiunto un reggimento di Lancieri polacchi, il Regiment de Chevau-Légers de la Garde Impériale Polonais. L'ultima aggiunta fu fatta nel 1810, con un altro Reggimento di Lancieri, questa volta creato con reclute francesi e olandesi, il 2e Regiment de Chevau-Légers Lanciers de la Garde Impériale o Lancieri rossi. La Cavalleria della Guardia fu coinvolta in diverse battaglie, e con scarse eccezioni dimostrò il proprio valore in azione. Forse il più famoso episodio nella storia della Cavalleria della Guardia fu la carica dei Lancieri polacchi nella Battaglia di Waterloo, dove, affiancati dai Corazzieri, sbaragliarano gli Scots Greys e la Union Brigade.
Granatieri a cavallo della Guardia

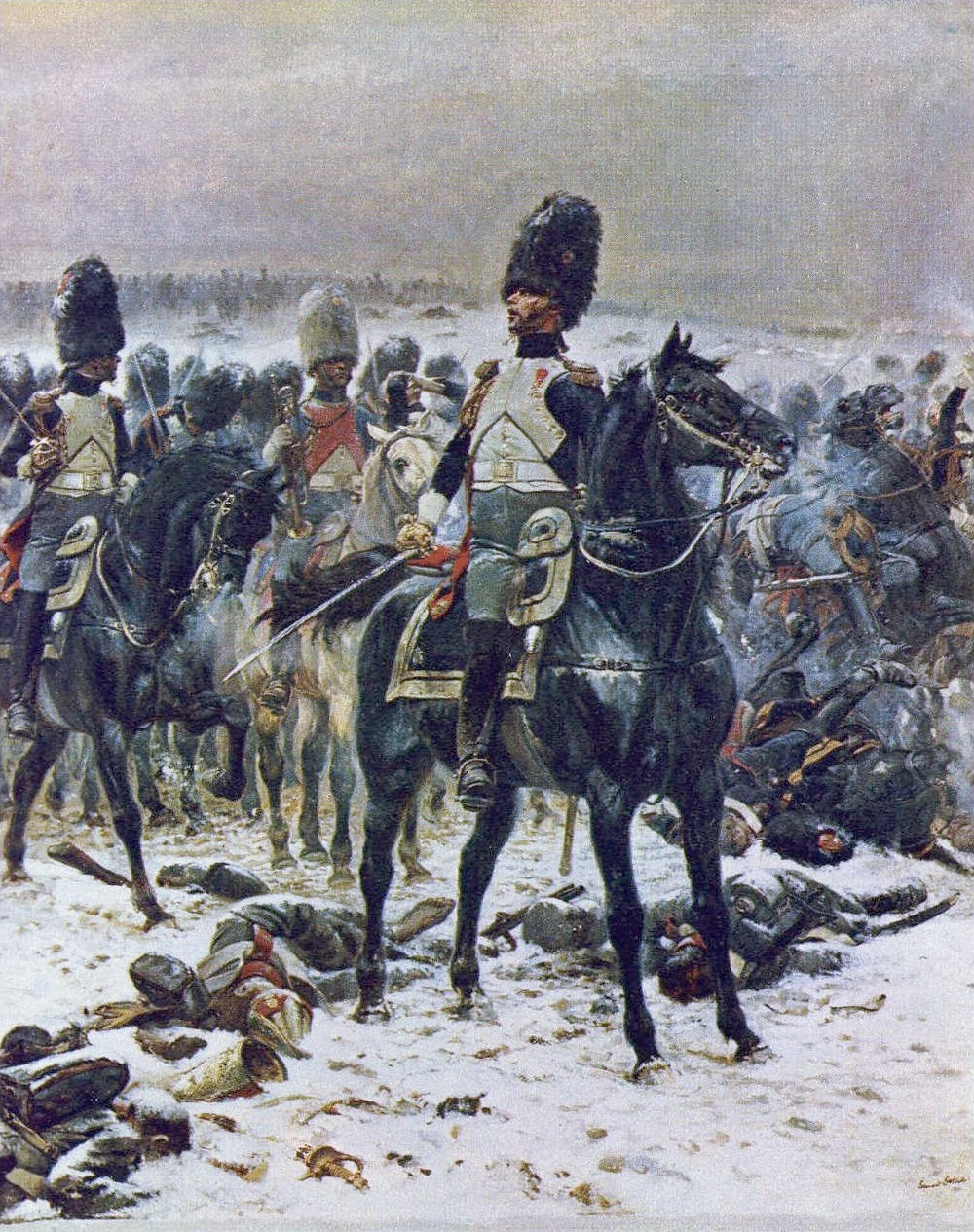
Granatieri a cavallo della Guardia Imperiale alla battaglia di Eylau, 8 febbraio 1807

Conosciuti anche come: i Giganti, i Granatieri a cavallo (Grenadiers à Cheval de la Garde Impériale) rappresentavano l'élite della cavalleria della Guardia napoleonica e la controparte montata dei Grognards. I Granatieri a Cavallo indossavano alti colbacchi, giacche blu scuro e baveri con risvolti bianchi e stivali alti. L'intera formazione era montata su grossi cavalli neri. Le reclute dovevano essere alti più di 176 cm, e avere 10 anni di servizio dopo aver servito almeno in quattro campagne e aver ricevuto una citazione per il coraggio. I Granatieri si comportarono in maniera ammirabile nella Battaglia di Austerlitz, dove sconfissero la Cavalleria della Guardia Russa, ma la loro più famosa battaglia fu quella di Eylau. Dopo essere state a lungo sotto il fuoco della sesta armata russa, le truppe cominciarono a cercare copertura. Il loro comandante, il colonnello Louis Lepic, ordinò alle truppe «Su la testa signori, ci sono solo pallottole, non pezzi di merda». Subito dopo, guidati da Murat, si lanciarono alla carica contro le linee russe. I Granatieri a Cavallo, con i Lancieri polacchi, furono le sole unità della Cavalleria della Guardia mai battute in battaglia.
I granatieri a cavallo (Regiment de Grenadiers-a-Cheval de la Garde Imperiale) formavano il reggimento più esperto della cavalleria della Guardia, ed originava dalla Guardia consolare. Sebbene classificato come unità di cavalleria, il reggimento non indossava una corazza, ma era riconoscibile per il caratteristico copricapo in pelo d'orso e i cavalli neri.
Cacciatori a cavallo della Guardia

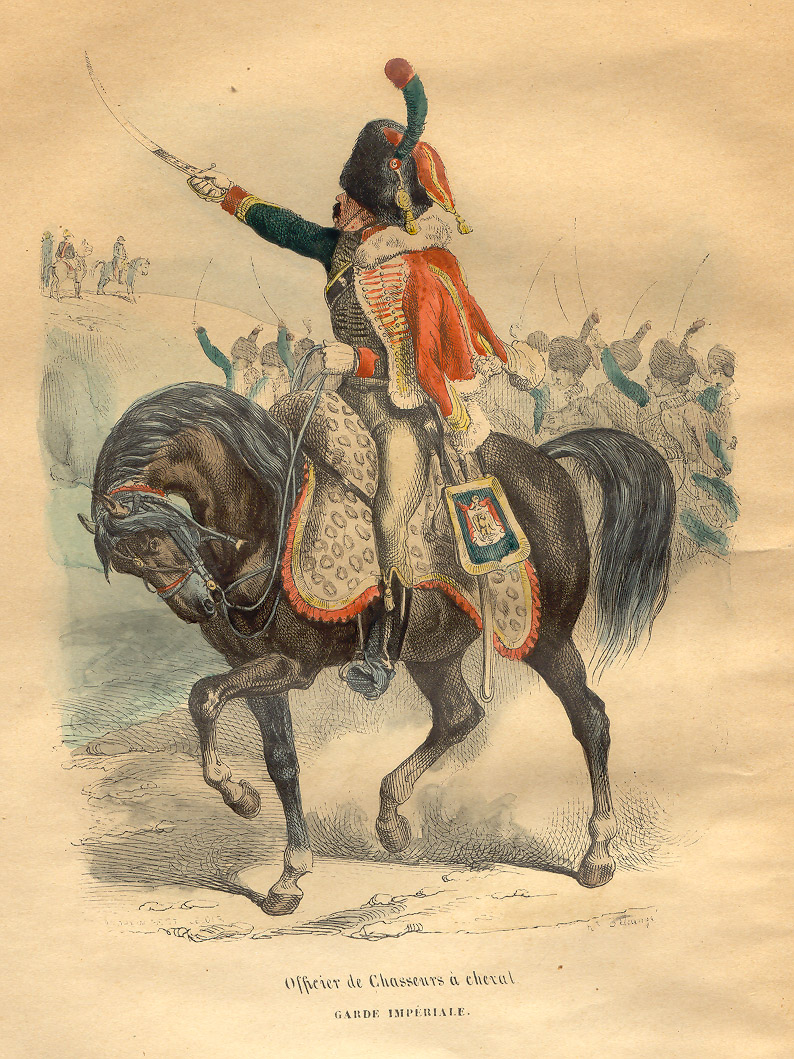
Cacciatore a cavallo della Guardia imperiale

Conosciuti come i "Figli prediletti" (con connotazioni di Monelli viziati), i Cacciatori a Cavallo della Guardia (Chasseurs à cheval de la Garde Impériale) erano la Cavalleria leggera della Guardia, l'unità da ricognizione preferita dall'Imperatore Napoleone e una delle più usate della Grande Armée. Nel 1796, durante la Campagna d'Italia, Napoleone ordinò la costituzione di una unità di Guardie del corpo dopo che era a mala pena sfuggito ad un attacco dei cavalleggeri austriaci a Borghetto mentre pranzava. Questa piccola unità di 200 uomini delle Guide fu il precursore dei Cacciatori a Cavallo della Guardia; la loro stretta affiliazione con l'Imperatore era palese dal fatto che egli spesso indossasse l'uniforme da colonnello del loro reggimento. Nella loro sgargiante divisa verde, rossa e oro sullo stile degli Ussari, i Cacciatori erano noti per l'esplicito affetto che aveva per loro l'Imperatore, pur mostrando poca disciplina e insubordinazione in alcune occasioni. Fecero la loro prima apparizione durante la Battaglia di Austerlitz, dove giocarono un importante ruolo nella sconfitta della Cavalleria della Guardia Russa. Durante la guerra d'indipendenza spagnola i Cacciatori subirono un'imboscata da parte di una grossa formazione di Cavalleria britannica a Benavente nel 1808 e vennero sconfitti. Essi riguadagnarono la loro reputazione mostrando estremo coraggio durante la Battaglia di Waterloo. Il 1º reggimento dei cacciatori a cavallo (1er Regiment de Chasseurs-a-Cheval de la Garde Imperiale) venne anch'esso formato dalla Guardia consolare, ed era secondo in anzianità sebbene facesse parte della cavalleria leggera. Era il reggimento che più spesso fungeva da scorta personale per l'Imperatore, e questi spesso indossava l'uniforme del reggimento in riconoscimento del servizio reso, la stessa che lo rivestiva quando fu sepolto a Sant'Elena. Un secondo reggimento (2e Regiment de Chasseurs-a-Cheval de la Garde Imperiale) venne istituito per un breve periodo a partire dal Reggimento lancieri esploratori (Regiment d'Eclaireurs Lanciers) nel 1815.
Dragoni dell'Imperatrice
Creati nel 1806 come Reggimento Dragoni della Guardia Imperiale (Regiment de Dragons de la Garde Impériale), furono rinominati in onore dell'Imperatrice Giuseppina di Beauharnais l'anno seguente (Dragons de l'Impératice). Originariamente le reclute avrebbero dovuto avere almeno 6 anni di servizio, più tardi 10 anni, e la partecipazione ad almeno due campagne con citazioni per il coraggio, bisognava essere istruiti e alti almeno 173 cm (quelli un po' più bassi erano destinati ai Granatieri a Cavallo della Guardia). A non più di 12 candidati da ciascuno dei 30 regolari Reggimenti dei Dragoni era permesso di fare domanda di arruolamento, questa quota sarebbe stata più tardi ridotta a 10. Ai volontari provenienti da altri Reggimenti della Guardia era permesso il trasferimento. Considerato che questa era un'unità più cerimoniale che da combattimento e raramente fu impiegata in battaglia, acquartierarsi nei Dragoni dell'Imperatrice era molto ambito. Allo stesso modo dei Lancieri rossi, i suoi squadroni, così come la Vecchia Guardia e la Giovane Guardia servì l'Imperatore fino alla fine. I reggimenti di dragoni di linea si distinsero nella campagna di Germania del 1805, così Napoleone decise, con decreto del 15 aprile 1806, di riorganizzare la cavalleria della Guardia e costituire nel suo ambito un reggimento di dragoni (Regiment de Dragons de la Garde Imperiale), composto da tre squadroni, comandati da sessanta ufficiali selezionati personalmente dall'Imperatore. Il primo squadrone contava 296 uomini, ed era composto da vélites, mentre gli altri due erano squadroni regolari di 476 cavalieri. Per completare questa nuova unità ciascuno dei trenta reggimenti di dragoni di linea fornì dodici uomini con almeno dieci anni di servizio. Il reggimento divenne ben presto noto come "Régiment de dragons de l'Impératrice" (Dragoni dell'Imperatrice) come tributo alla sua patrona, Giuseppina di Beauharnais. I componenti di quest'unità salirono a 1269 nel 1807 con l'aggiunta di due nuovi squadroni, e il 9 dicembre 1813 venne fuso col 3º Reggimento esploratori. Vestiario ed armamento erano gli stessi dei granatieri a cavallo, solo l'uniforme era verde anziché in blu, e invece del copricapo di pelo indossavano un elmetto in rame con una criniera e una piuma rossa.
Esploratori della Guardia Imperiale
Nella campagna di Russia del 1812 l'esercito francese aveva patito gravemente gli attacchi dei cosacchi, tanto da impressionare Napoleone. Al momento di combattere sul suolo francese, per la prima volta dalle guerre rivoluzionarie, Napoleone decise di riorganizzare la Guardia imperiale. Nell'articolo 1 del decreto datato 4 dicembre 1813 istituì i tre reggimenti di Éclaireurs a Cheval de la Garde Imperiale (esploratori), noti anche come Ussari esploratori, di cui il 1º Reggimento fu assegnato ai granatieri a cavallo, e quindi battezzato reggimento esploratori-granatieri, come controparte dei cosacchi. Giunsero sul teatro di operazioni il 1º gennaio 1814 appena in tempo per partecipare alla Campagna dei sei giorni ed essere poi disciolto con la Restaurazione. Il 2e Regiment d'Eclaireurs a Cheval de la Garde Imperiale fu assegnato ai dragoni della Guardia, il 3e Regiment d'Eclaireurs de la Garde Imperiale fu assegnato al 1er Regiment de Chevau-Legers-Lanciers.

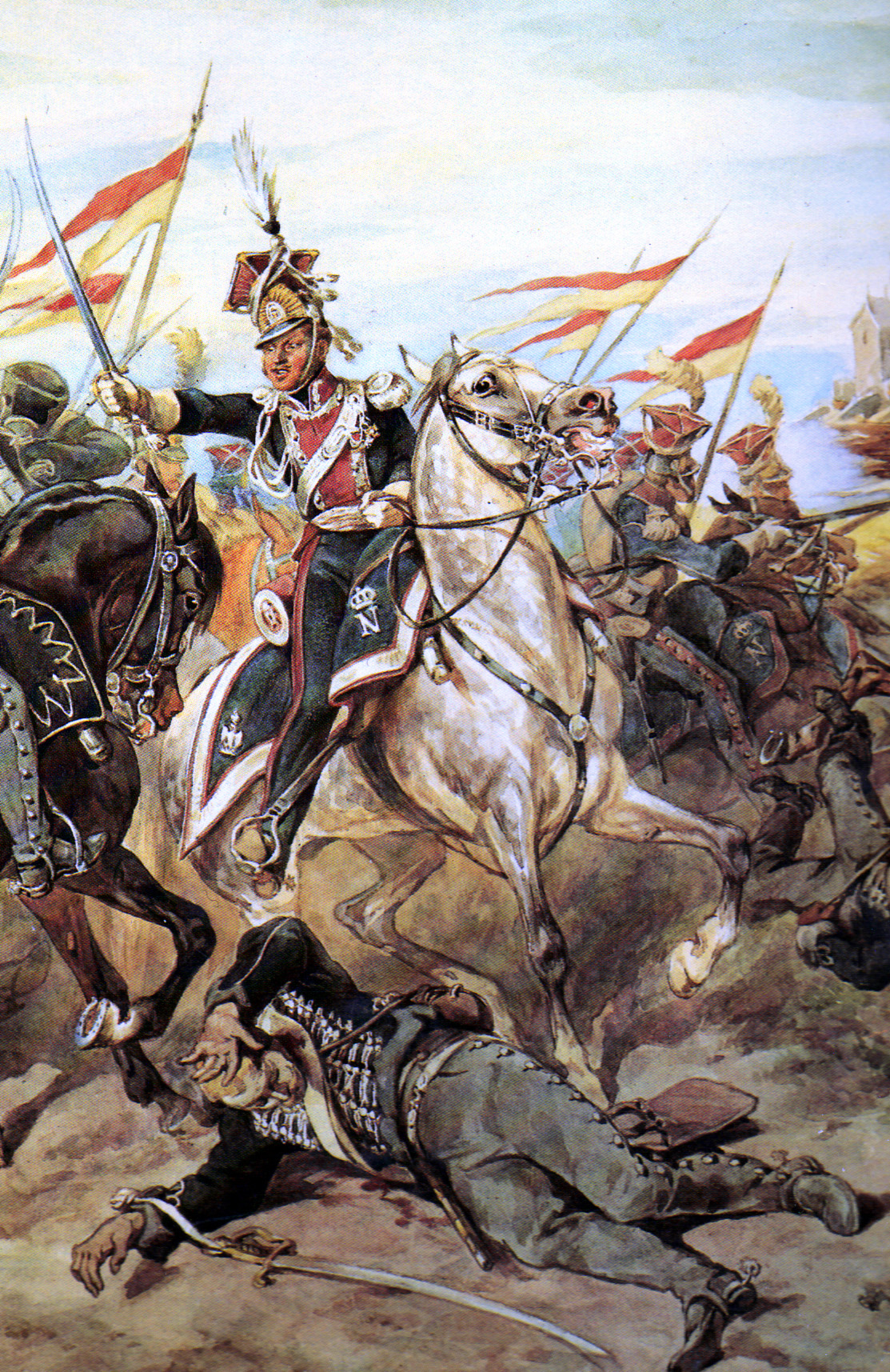
Lancieri polacchi della Guardia alla battaglia di Peterswalde, 1807

Il 1º Reggimento lancieri (polacchi) fu istituito come Regiment de Chevau-Legers Polonaise de la Garde nel 1807 e posto al comando del colonnello maggiore Claude Testot-Ferry. Quest'ultimo ferito, fu insignito del titolo di Barone dell'Impero dallo stesso Napoleone sul campo di battaglia di Craonne il 7 marzo 1814. Dopo la sconfitta alleata e l'occupazione francese della Polonia. Nel 1811 con il reclutamento dei lancieri olandesi della Guardia il reggimento fu ribattezzato 1er Regiment de Chevau-Legers-Lanciers de la Garde Imperiale.
Il 2º Reggimento lancieri (olandesi) fu istituito nel 1810 da unità di cavalleria dell'ex esercito olandese col nome di 2e Regiment de Chevau-Legers-Lanciers de la Garde Imperiale. Diversamente dal 1º Reggimento, si distingueva per lo sciaccò che era cilindrico, ed era sormontato da una coccarda di cordicella e da un pompom semisferico. Il cordoncino era allacciato dinanzi al collo per gli ufficiali, le truppe lo portavano invece nella maniera usuale. Lo shako utilizzato dal Reggimento era lo stesso usato dagli Ussari. Il pompom sferico portava i colori dello squadrone. il reggimento divenne noto come "Lancieri rossi" dal colore dell'uniforme. Il 3º Reggimento lancieri (lituani)
Creato come 3e Regiment de Chevau-Legers-Lanciers de la Garde Imperiale al comando del Generale Jean Kozietulski combatté in Lituania durante la campagna di Russia. Formato in gran parte da lituani di nazionalità polacca, fu quasi del tutto distrutto durante la ritirata ed incorporato nel 3e Regiment de Eclaireurs. Del reggimento faceva parte uno squadrone di tatari lituani noto come Tartares lituaniens de la Garde impériale.
Squadroni di Mamelucchi
Al seguito di Napoleone si trovava anche uno Squadrone di Mamelucchi (Escadron de Mamalukes), forte inizialmente di 250 cavalieri arruolati durante la spedizione in Egitto. Essi combinavano una superba maestria con la spada a un coraggio quasi fanatico. Spesso furono "romanticamente" visti come "i veri figli del deserto", altre volte come semplici tagliagole. I loro ufficiali erano francesi, nei ranghi non vi erano soltanto egiziani e turchi, ma anche greci, georgiani, siriani e ciprioti. Originariamente costituivano una compagnia (o mezzo squadrone) dei Cacciatori a cavallo della Guardia. Si distinsero particolar modo nella Battaglia di Austerlitz del 1805, dove ottennero il loro stendardo, un secondo trombettiere e la promozione a Squadrone. Questa unità divenne parte della Vecchia Guardia, e fu al servizio dell'Imperatore fino alla Battaglia di Waterloo. Nel 1813, fu formata una seconda compagnia di Mammelucchi e unita alla Nuova Guardia. Così come i loro predecessori, furono incorporati nei Cacciatori a cavallo, e prestarono servizio durante il periodo dei Cento giorni nel 1815. La loro uniforme distintiva era verde (più tardi rosso) cahouk (copricapo), turbante bianco, un pastrano, una camicia e un saroual rossi (pantaloni), con stivali gialli o rossi. Le loro armi consistevano in una lunga scimitarra, una coppia di pistole e un pugnale. Il loro copricapo e le armi erano decorate con una luna crescente e una stella di rame.

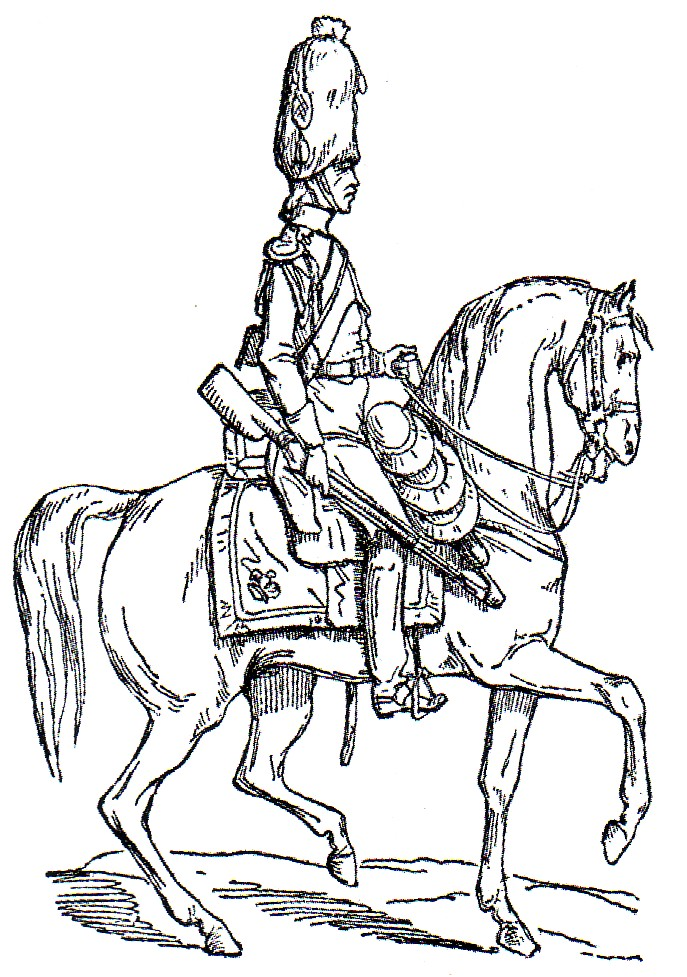
Granatiere a Cavallo della Guardia
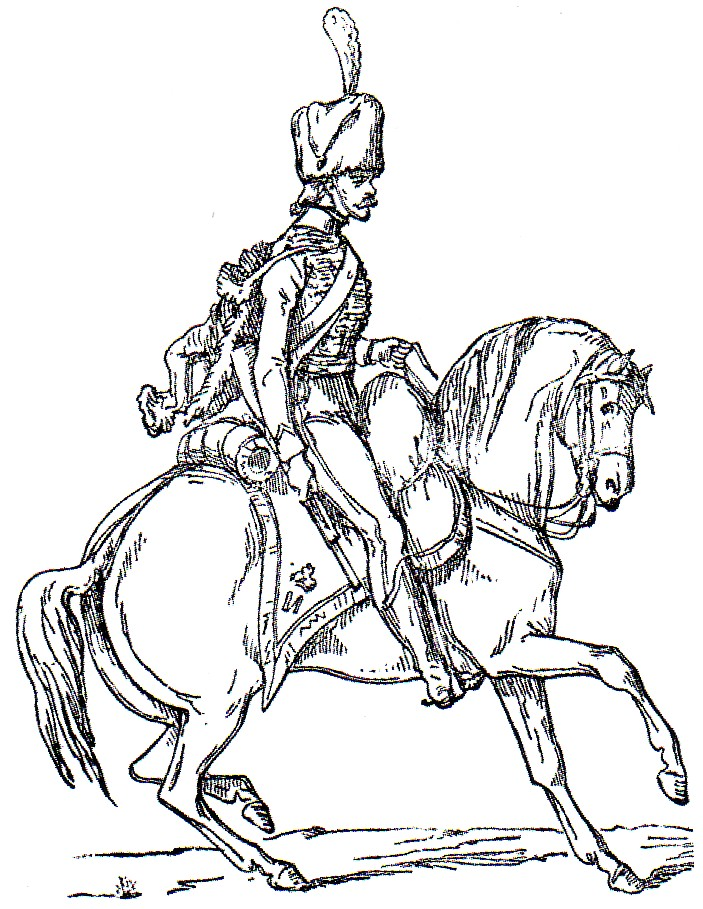
Artigliere a Cavallo della Guardia
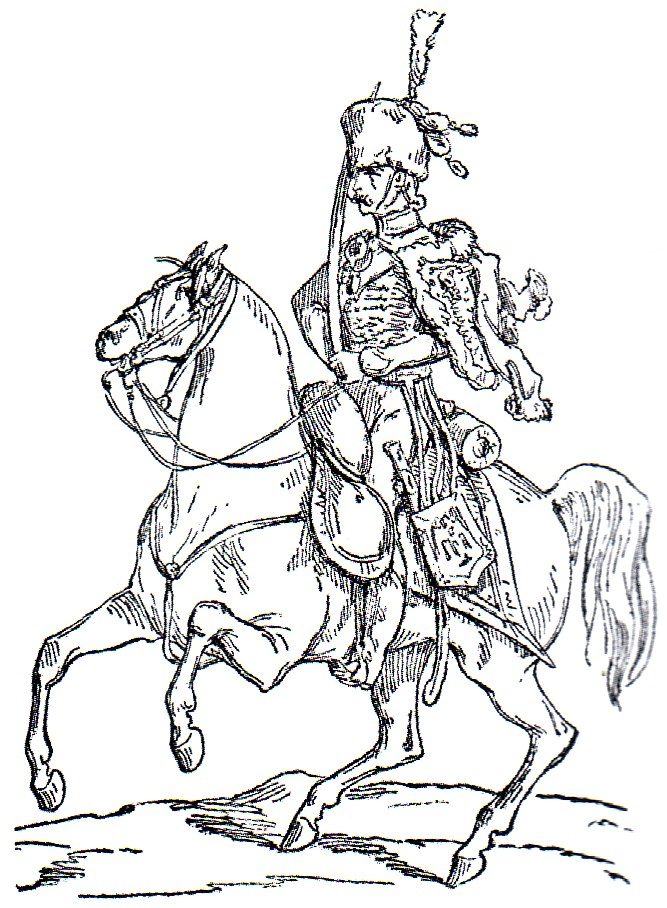
Cacciatore a Cavallo della Guardia
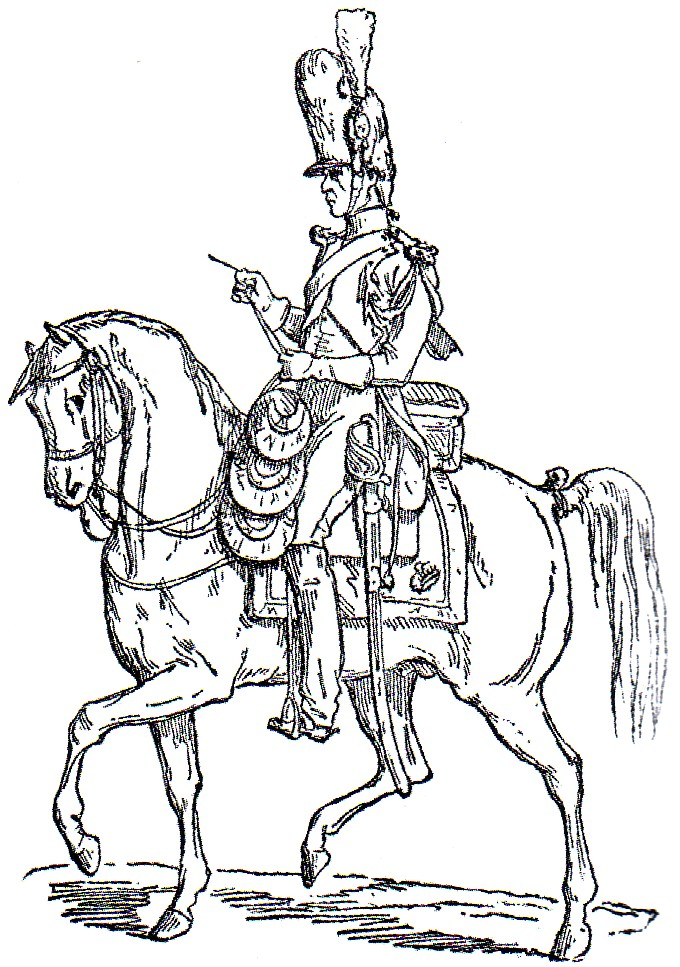
Gendarme d'Elite
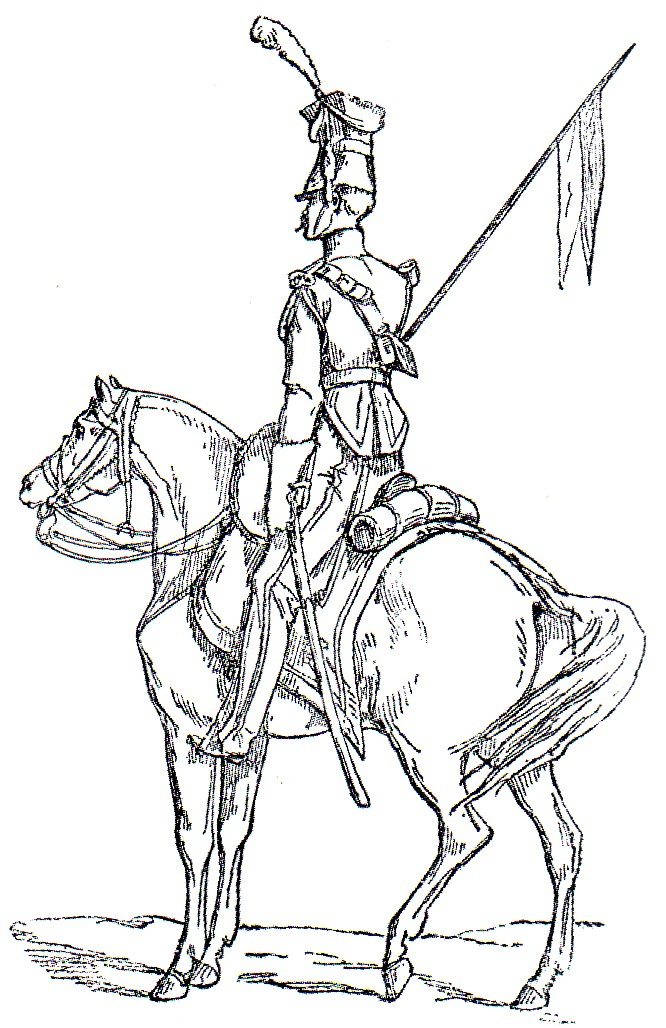
Lanciere della Guardia
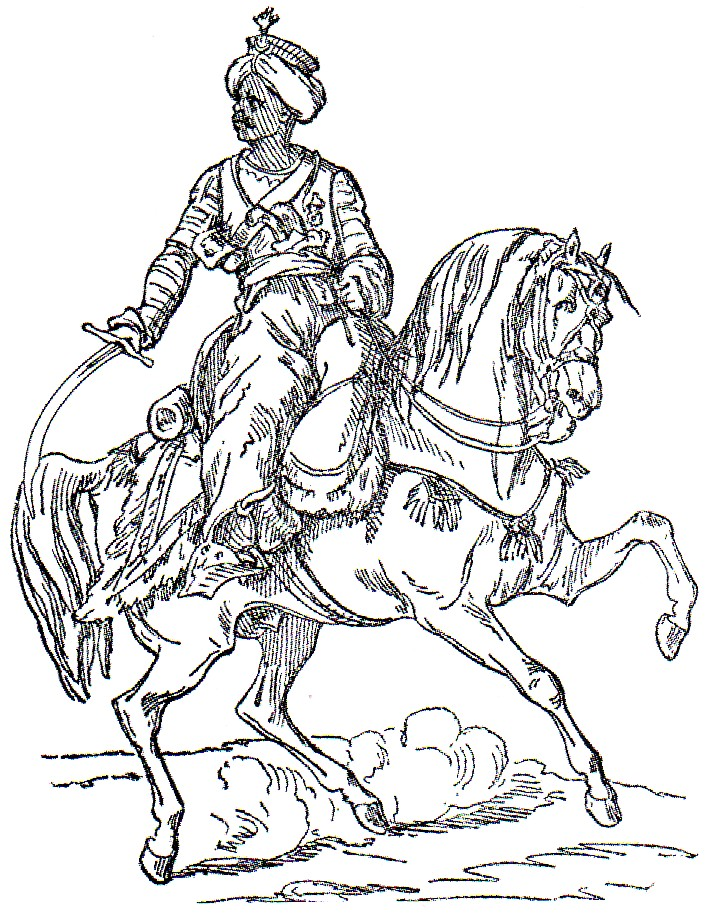
Mammelucco degli squadroni
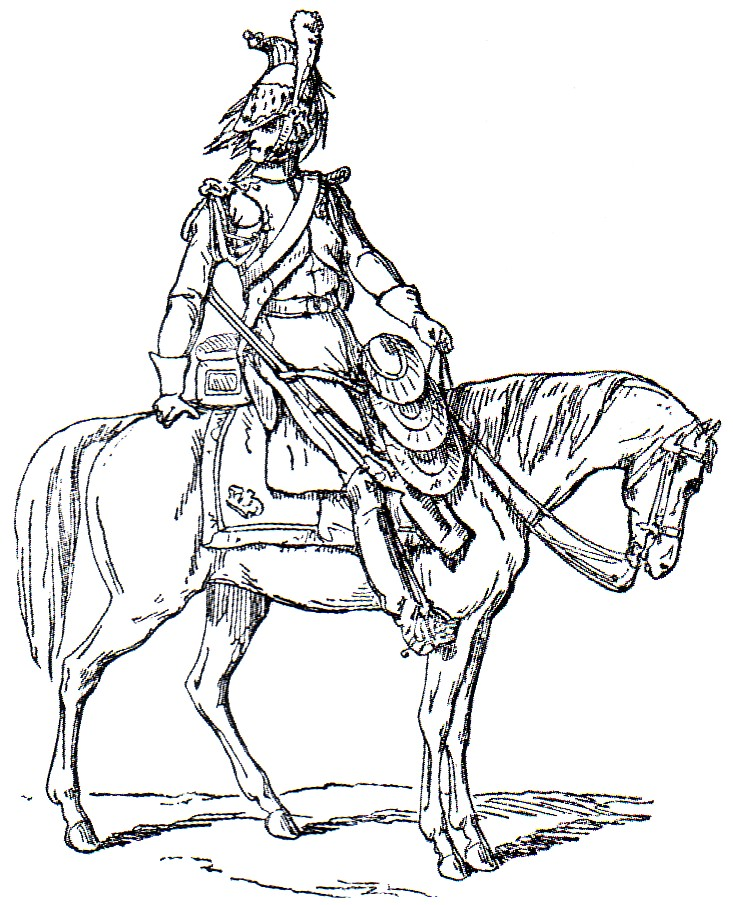
Dragone dell'Imperatrice
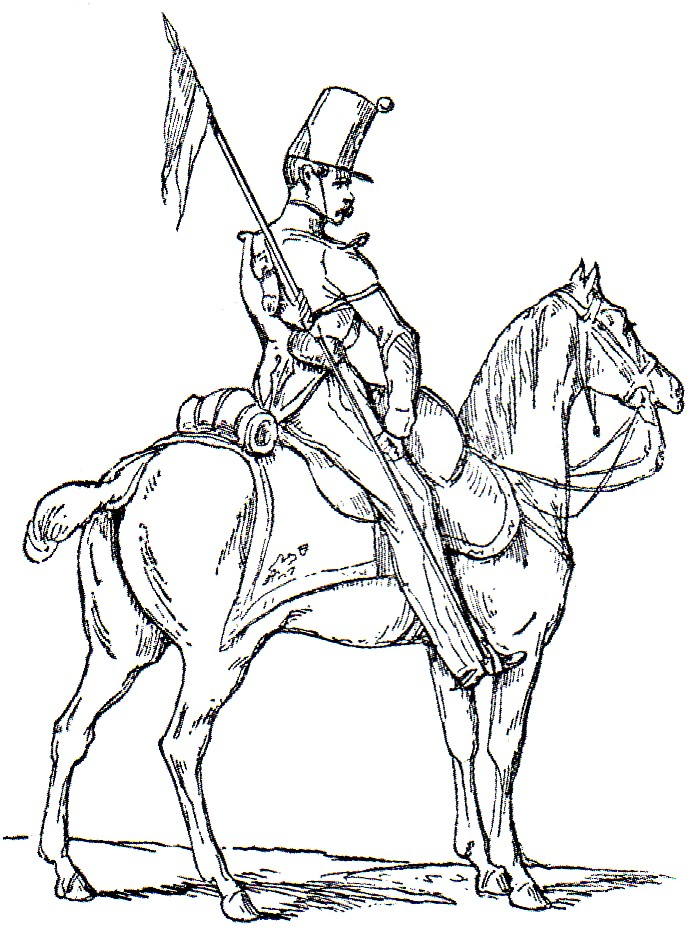
Esploratore della Guardia Imperiale

### Gendarmeria
Soprannominati Gli Immortali dovuto al fatto che essi raramente erano stati visti combattere, i Gendarmi (Legion de Gendarmerie d'Elite) nondimeno svolgevano un ruolo vitale, infatti svolgevano compiti di Polizia Militare della Grande Armée. Garantendo il mantenimento della sicurezza e dell'ordine presso il quartier generale, i Gendarmi svolgevano anche ruolo di guardie d'onore per i visitatori di alto rango e di protezione degli effetti personali dell'Imperatore. Inoltre si occupavano di interrogare i prigionieri. I Gendarmi indossavano giacche blu scuro con risvolti rossi e stivali alti, insieme a un colbacco un po' più sottile di quello dei Granatieri a Cavallo. Dopo il 1807, i gendarmi cominciarono ad essere impiegati in battaglia, distinguendosi nella difesa del ponte sul Danubio ad Aspern-Essling nel 1809.

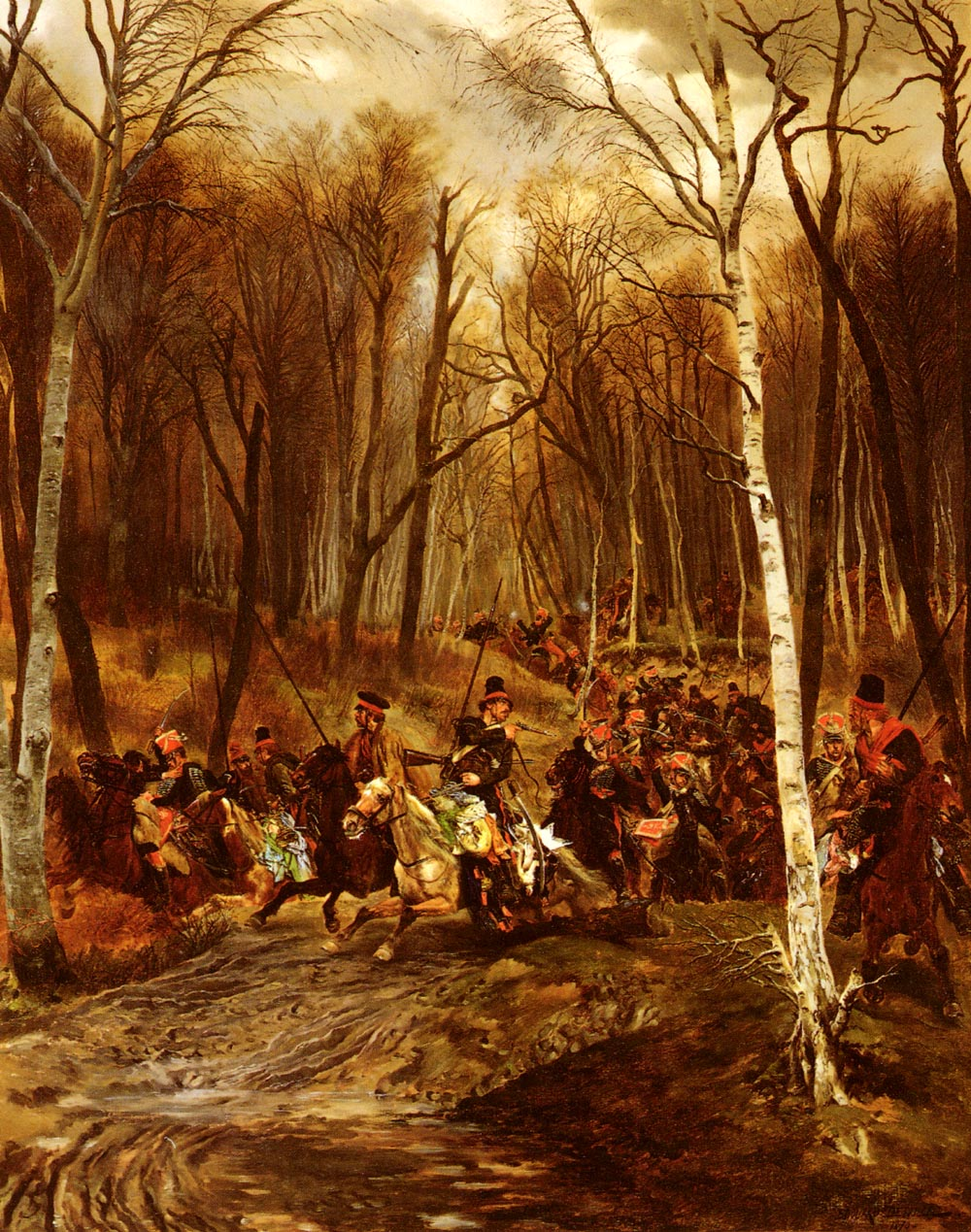
Cosacchi attaccano uno squadrone della Guardia d'onore, 1813 circa

### Guardia d'onore
La Guardia d'onore (Regiment de Garde d'Honneur) era costituita da quattro reggimenti di cavalleria leggera che Napoleone creò nel 1813 per la campagna di Germania allo scopo di rinforzare la sua cavalleria della Guardia decimata in Russia. I reggimenti appartenevano alla Giovane Guardia, e vestivano l'uniforme degli Ussari.

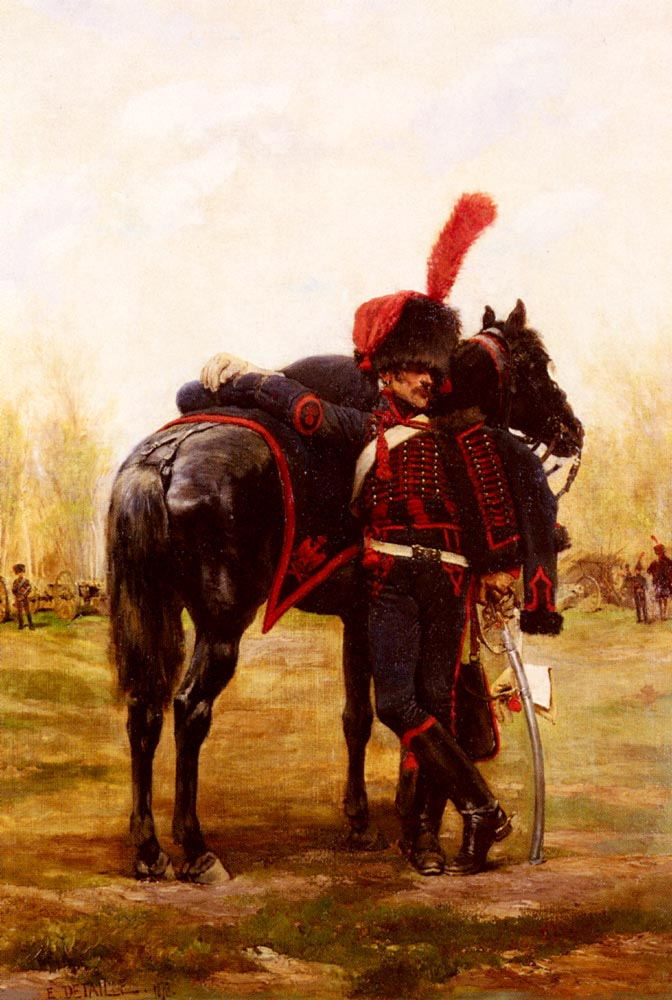
Artigliere dell'artiglieria a cavallo della Guardia

### Artiglieria
L'Artiglieria della Guardia comprendeva il reggimento artiglieria appiedata (Regiment d'Artillerie a Pied de la Garde Imperiale), il reggimento artiglieria a cavallo (Regiment d'Artillerie a Cheval de la Garde Imperiale), il treno d'artiglieria della Guardia (Train d'Artillerie de la Garde Consulaire) e il parco d'artiglieria della Guardia (Parc d'Artillerie de la Garde Imperiale), gli ultimi due creati nel 1807. Nonostante la carenza di pezzi d'artiglieria, nel 1813 Napoleone istituì il Regiment d'Artillerie a Pied de la Garde Imperiale della Giovane Guardia. Il Parc du materiale de la Garde Imperiale fu istituito nel 1813 per rimpolpare le risorse del Bataillon du Train des equipage militaire dopo le perdite della campagna del 1812.

### Genio
Sebbene non schierati come singola unità combattente, i genieri (Genie de la Garde Imperiale), istituiti nel 1804 come genieri della Guardia consolare, presero parte ai combattimenti più di quanto accadde ad unità della Guardia solitamente tenute in riserva. Nel 1810 l'ufficiale capo del genio della Guardia comandava una compagnia di zappatori (140 uomini), tutti membri della Vecchia Guardia. Nel 1813 le compagnie divennero due, poi un quattro organizzate su un battaglione, in totale 400 uomini. La 1ª e 2ª compagnia erano classificate come Vecchia Guardia, la 3ªe 4ª come Giovane Guardia.

## Formazione e reclutamento
Per il reclutamento era richiesta un'altezza minima, di 1,83 metri per i granatieri 1,73 metri per i cacciatori (e in genere per le unità di cavalleria).
Occorreva un minimo di dieci anni di servizio per entrare nel 1e Régiment de Grenadier-à-Pied de la Garde Impériale e di otto per il 2º Reggimento, nonché aver tenuto nel corso dei combattimenti una condotta irreprensibile, essere di buona moralità e saper leggere e scrivere. Sebbene quest'ultimo requisito sembra sia stato talvolta trascurato, nondimeno era una condizione per accedervi. Per gli ufficiali occorrevano due anni in più di servizio. Il valore dei reggimenti era legato alle condizioni draconiane di reclutamento, essendo i soldati ammessi alla Guardia per le loro qualità militari e non per ragioni di nascita o nepotismo.
La disciplina era molto dura ma umana, i provvedimenti d'espulsione definitivi. In ogni Guardia i gradi erano superiori di uno rispetto ai gradi delle truppe di linea, ad esempio un caporale della Guardia equivaleva a un caporale maggiore delle truppe di linea.
Le punizioni corporali erano vietate, le Guardie si davano del voi e si chiamavano «Monsieur». Era obbligatorio portare i baffi (ma raderli durante l'inverno), così come le basette o favoriti. Gli zappatori portavano la barba. La Vecchia Guardia teneva i capelli lunghi raccolti in due trecce dietro la nuca e incipriati di bianco/grigio, legati da un cordoncino, e il colore dei capelli contribuì al nome di "Vecchia" Guardia; ogni soldato portava a ciascun orecchio un anello d'oro della dimensione di uno scudo.
Tutti gli ufficiali della Guardia erano appartenenti alla Vecchia Guardia, i sottufficiali salivano di un grado nella gerarchia, così un sottufficiale in servizio nella Giovane Guardia faceva parte della Media Guardia e così via.
Napoleone sorvegliava personalmente a che non si scrivesse nulla circa la Guardia imperiale: lo stesso bollettino militare ufficiale non pubblicò mai una sola riga al riguardo; così il nemico non poteva conoscerne l'entità e la composizione.

## Storia dell'unità

### Origini

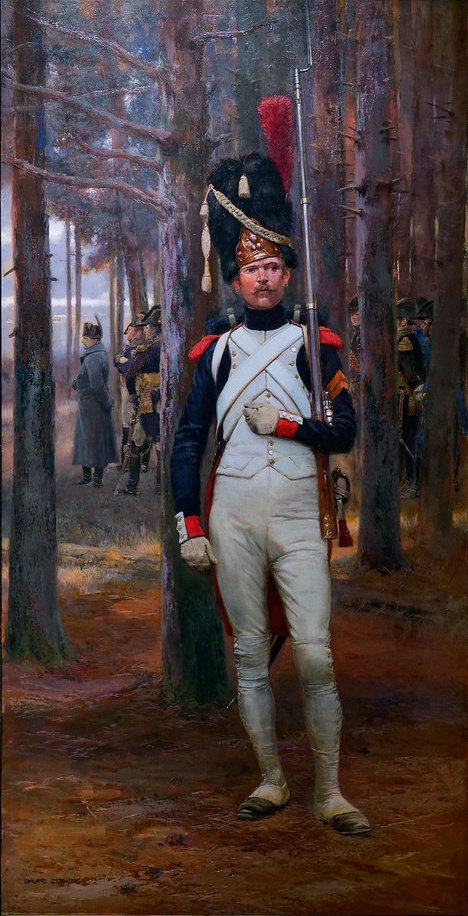
Granatiere della Vecchia Guardia nel 1813, dipinto di Édouard Detaille

La Guardia imperiale ebbe origine dalla Guardia consolare (Garde des consuls), creata il 28 novembre 1799 dalla fusione della Guardia del Direttorio (Garde du Directoire exécutif) con i granatieri della Convenzione nazionale (Grenadiers près de la Représentation nationale). Tali formazioni ebbero come loro principale fine la sicurezza delle branche esecutiva e legislativa della Prima Repubblica francese, e contavano su un piccolo numero di uomini, circa un migliaio.
La Guardia consolare assunse il nome di Guardia imperiale (Garde Impériale) il 18 maggio 1804. In origine era costituita da granatieri a piedi, a cavallo e da alcune unità di artiglieria; fu su tali unità che Napoleone si appoggiò per il colpo di Stato del 18 brumaio.
Se inizialmente il compito principale della Guardia era la protezione dell'Imperatore, rapidamente divenne una unità combattente formando la riserva e la spina dorsale dell'esercito. Servendo da modello alle altre truppe, doveva essere irreprensibile, rinforzando la coesione fra le altre unità con la propria sola presenza e condotta. La Guardia portava un'uniforme più prestigiosa e di taglio migliore rispetto alle truppe normali, così come era migliore l'armamento, la paga e il rancio; aveva priorità nei rifornimenti durante le campagne, e in tempo di pace aveva spesso il privilegio di acquartierarsi a Parigi. Possedeva un proprio corpo musicale e in combattimento sfoggiava l'alta uniforme (tranne che a Waterloo).
La Guardia, unità prestigiosa, serviva solitamente da riserva durante le battaglie, intervenendo solo nei momenti decisivi, nelle situazioni più favorevoli non combattendo affatto: i bollettini di vittoria terminavano in tal caso con la frase «La Guardia non ha dato», a sottintendere l'esito largamente positivo dello scontro.

### Terza coalizione
Nel 1805 in Germania la Guardia fu impiegata sporadicamente, combattendo ad Elchingen. A Langenau i cacciatori a cavallo caricarono la Divisione Wermeck in 400 contro 1500, a Norimberga si impadronirono di un parco d'artiglieria mentre i granatieri entrarono in città marciando alla testa delle truppe e portando ciascuno una bandiera strappata al nemico, conseguenza diretta della battaglia di Ulma
Ad Austerlitz, la Guardia a piedi non fu impiegata, contrariamente alla cavalleria e all'artiglieria. I granatieri a cavallo eseguirono una carica contro la Guardia imperiale russa e ne fecero prigioniero il comandante. La Guardia ebbe in totale due ufficiali (fra cui il colonnello Morland dei cacciatori a cavallo) e 22 sottufficiali e soldati uccisi o mortalmente feriti.

### Quarta coalizione
Ad Eylau, il generale Dalhmann, succeduto a Morland alla testa dei cacciatori, fu ucciso durante una carica. Il generale Lepic attraversò diverse volte coi suoi granatieri a cavallo i ranghi dei granatieri russi. Malgrado tutto i russi avanzarono verso la chiesa di Eylau dove Napoleone si trovava con lo Stato Maggiore. L'Imperatore ordinò al 2º Reggimento cacciatori a cavallo e al 2º Reggimento granatieri di attaccare. Fu in quel momento che il generale Dorsenne che li comandava gridò ad un granatiere sul punto di sparare: «Granatieri, armi al braccio! La Vecchia Guardia non si batte che alla baionetta». I russi furono fermati; le truppe di Ney, giunte in ritardo sul campo di battaglia, permisero la vittoria francese.

### Guerra d'indipendenza spagnola
Durante la campagna spagnola la Guardia imperiale scortò Napoleone dal suo arrivo in Spagna. Fu fermata nelle gole di Somosierra; Napoleone esclamò: «Come? La mia Guardia si ferma di fronte a degli spagnoli, davanti a bande di paesani armati!». Ordinò quindi ai cavalleggeri polacchi della Guardia di attaccare. In 150 i polacchi, appoggiati dai cacciatori a cavallo, conquistarono con quattro cariche le batterie spagnole.
Nel 1810-1811, la Giovane Guardia fu impegnata in numerosi combattimenti contro gli spagnoli, a Luzzara, Acedo, Santa Cruz. La missione della Giovane Guardia era quella di assicurare l'ordine lungo il corso del Douro, proteggere la Navarra e le comunicazioni per Valladolid.

### Quinta coalizione
Ad Essling, l'Imperatore fu colpito leggermente ad una gamba, e il generale Walther che comandava la Guardia gli disse: «Sire, ritiratevi o vi farò portare via dai miei granatieri». Mentre le sorti della battaglia erano indecise il generale Mouton, alla testa dei suoi tirailleur della Giovane Guardia si scontrò con gli austriaci che attaccavano verso ovest: questa piccola vittoria agevolò la ritirata al resto delle truppe francesi.
A Wagram l'artiglieria della Guardia, bersagliando il centro dello schieramento austriaco con sessanta cannoni, permise alla Giovane Guardia e all'Armata d'Italia del maresciallo Macdonald di attaccare e fare breccia.

### Campagna di Russia
In Russia la Guardia imperiale, costituita inizialmente da 47.200 uomini, fu accuratamente salvaguardata da Napoleone durante la prima parte della campagna; essa quindi non venne impiegata dall'imperatore nella battaglia di Borodino nonostante le ripetute sollecitazioni dei suoi luogotenenti che ritenevano che il suo impiego avrebbe potuto essere decisivo. La prudenza di Napoleone si dimostrò opportuna nella seconda fase della campagna di Russia; durante la catastrofica ritirata la Guardia mantenne in parte la coesione e la disciplina e svolse un ruolo importante soprattutto nella battaglia di Krasnoi dove il suo apporto fu decisivo per salvare i resti dell'armata. Il 5 dicembre 1812, al momento della partenza di Napoleone per Parigi, rimanevano solo 3.000 soldati della Guardia ancora inquadrati e organizzati.

### Sesta coalizione
In Sassonia, nel 1813, il maresciallo Bessières comandante la cavalleria della Guardia fu ucciso da una pallottola. La Giovane Guardia combatté a Lützen dove riprese il villaggio di Kaja massacrando la Guardia prussiana. La Giovane Guardia fu nuovamente impegnata a Dresda dove impedì agli Alleati di entrare in città.
Fu durante la campagna di Francia del 1814 che la Guardia fu più spesso impiegata. Alla battaglia di Champaubert, la cavalleria catturò 21 cannoni e lo Stato Maggiore russo. A Montmirail si distinse la fanteria della Guardia.
Ma la Guardia, per quanto valorosa, non poté opporsi indefinitamente alla sproporzione di forze: Napoleone che con la Guardia colpiva la retroguardia degli Alleati in avanzata, non poté impedire la sconfitta di marescialli che difendevano Parigi. Dopo l'abdicazione l'Imperatore fu accompagnato all'Elba da 600 soldati della Vecchia Guardia.

### Campagna di Waterloo
A Waterloo la Guardia visse la propria giornata peggiore, impiegata per un ultimo attacco al fine di sfondare il centro indifeso dell'armata di Wellington ed impedirne il congiungimento con le forze prussiane. Sebbene si tratti di uno dei momenti più famosi della storia militare non è chiaro quali unità vi presero parte: sembra si trattasse di cinque battaglioni della Media Guardia, e non di granatieri o cacciatori della Vecchia Guardia.
(Maresciallo Michel Ney)
Tre battaglioni della Vecchia Guardia avanzarono e formarono la seconda linea d'attacco, sebbene rimanessero in riserva e non attaccassero direttamente la linea alleata. Marciando attraverso una grandinata di proiettili e mitraglia, i tremila uomini della Guardia avanzarono ad ovest di La Haye Sainte, e così facendo si divisero in tre forze separate. Una, di due battaglioni di granatieri, sconfisse la prima linea di Wellington e proseguì l'avanzata; la divisione olandese di Chassé, relativamente fresca, fu inviata per fermarli e la sua artiglieria li colpì di fianco. Tuttavia ciò non bastò per arrestarne l'avanzata, così Chassé ordinò alla sua 1ª Brigata di caricare i francesi: questi, inferiori di numero, non poterono resistere e si dispersero.
Più ad ovest 1.500 Guardie britanniche agli ordini di Maitland erano a terra per ripararsi dall'artiglieria francese: all'avvicinarsi di due battaglioni di cacciatori, il secondo contingente d'attacco della Guardia, gli uomini di Maitland scattarono in piedi colpendo a bruciapelo i francesi. I cacciatori si schierarono per rispondere al fuoco ma iniziarono a cedere; una carica alla baionetta li disperse. Il terzo contingente, un battaglione fresco di cacciatori, venne in aiuto. I britannici si ritirarono ma i francesi furono fermati dal 52º Reggimento Oxfordshire.
I resti della Guardia ripiegarono, e un'ondata di panico attraversò le linee francesi. Wellington diede il segnale di avanzata generale e la sua armata si gettò sui francesi in ritirata.
I sopravvissuti della Guardia imperiale si riunirono ai loro battaglioni di riserva per un'ultima resistenza a sud di La Haye Sainte. Una carica della brigata di Adam e degli hannoveriani del battaglione Osnabrück, con alla destra tre brigate di cavalleria, li gettò nella confusione più totale. Il colonnello Halkett chiese la resa del generale Cambronne, ricevendo la famosa risposta «La Garde meurt, elle ne se rend pas!» («La Guardia muore, non si arrende!»).
La Giovane Guardia resistette ancora per poco a Plancenoit, villaggio nei pressi di Lasne; i prussiani delle divisioni Hiller, Tippelkirsh e Ryssel combatterono casa per casa, strada per strada. Il maggiore prussiano von Damitz ammise: «Dovemmo annientare i francesi per prendere Plancenoit».
A Rossome i due quadrati del 1º granatieri della Guardia fecero blocco. Era il corpo di élite della Guardia: quattro uomini su dieci si fregiavano della Legion d'onore, quasi tutti avevano oltre quattordici anni di servizio e non pochi ne avevano più di venti, in media erano alti 1.82 metri. Attorno ad essi il suolo era coperto di cadaveri e di cavalli di nemici, ma anche dei corpi di francesi che avevano cercato rifugio nei quadrati. La sicurezza dei quadrati prima di tutto: «Tiravamo su tutto quello che si avvicinava, amici e nemici, per non far entrare gli uni con gli altri» disse il generale Petit, comandante del reggimento. Tutte le cariche furono respinte.
Questi due battaglioni tennero testa a due armate. L'Imperatore che per un momento aveva trovato rifugio nei quadrati ordinò di lasciare la posizione. Il 1º granatieri iniziò la ritirata coprendo le spalle ai resti dell'armata, fermandosi ogni 200 metri per rettificare lo schieramento e respingere il nemico che esitava a caricare.
L'Imperatore, raggiungendo il 1º Battaglione del 1º cacciatori, apprese che questo aveva appena respinto un attacco prussiano che cercava di tagliare la ritirata. Ordinò che il battaglione seguisse la colonna in marcia, mettendosi davanti ai granatieri. Più tardi il 1º granatieri della Guardia si mise in colonna per sezione, col nemico che non osava attaccare.

### La fine
Dopo la Battaglia di Waterloo la Guardia Imperiale e i resti dell'Esercito francese si ritirarono presso le alture di Charonne e di Saint-Chaumont a estrema difesa di Parigi contro i prussiani e gli inglesi che si stavano avvicinando. La battaglia campale non avvenne. Ci furono solo piccoli scontri a sud e a ovest della capitale, in particolare presso Versailles, tra i Dragoni e Cacciatori a Cavallo contro gli Ussari prussiani. Due giorni più tardi il maresciallo Louis Nicolas Davout e Fouchè firmarono la resa il 3 luglio 1815. La Guardia Imperiale ricevette l'ordine di ritirarsi al di là della Loira.
All'atto di capitolazione la Guardia Imperiale ricevette il seguente ordine:
Il 4 luglio 1815 la Guardia Imperiale si mise in marcia per le destinazioni stabilite.
Nell'atto di capitolazione era inoltre previsto che:
La Guardia Imperiale consegnò le bandiere e i soldati sostituirono la coccarda tricolore con la coccarda bianca simbolo della monarchia.